# Корни (фильм, 1987)
«Корни» — советский фильм 1987 года снятый на киностудии «Грузия-фильм» режиссёром Караманом Мгеладзе.

## Сюжет
Летом 1914 года 19-летний грузинский крестьянин из гурийского села Георгий Закареишвили в поисках заработков устроился матросом на французский корабль и оказался в Париже. Случившиеся вскоре Первая мировая война и революция в России помешали ему вернуться обратно. Он остался во Франции, женился на француженке, у него дети и внуки, которые уже не знают ничего о Грузии и не говорят на грузинском. В старости Георгий старается рассказать своему внуку Жоржу-Георгию о его корнях, обучает его грузинскому и понимая, что сам он уже не сможет навестить родные места, завещает внуку отвезти его прах на Родину.

## В ролях
- Иосиф Джачвлиани — Георгий в юности
- Давид Абашидзе — Георгий в зрелости
- Ия Парулава — Мадлен в юности, жена Георгия
- Лоранс Рагон — Мадлен в зрелости, жена Георгия
- Леван Абашидзе — Георгий (Жорж), внук Георгия
- Александр Медзмариашвили — Анри в юности
- Нугзар Курашвили — Анри в зрелости
- Мака Махарадзе — жена Анри
- Георгий Гегечкори — Самсон Джандиери, эмигрант
- Мераб Нинидзе — Тариэл, старший сын Георгия
- Малхаз Горгиладзе — Мате, младший сын Георгия
- Русудан Кикнадзе — его жена
- Евгений Карельских — Серж, французский друг Георгия
- Баадур Цуладзе — владелец кафе
- Эдишер Магалашвили — пассажир поезда, попутчик Георгия
- Бондо Гогинава — Парнаоз, сосед Георгия в Грузии
- Амиран Кадейшвили — Поликарп, сосед в Грузии
- Берта Хапава — соседка Георгия в Грузии
- Тамара Схиртладзе — мать Георгия
- Нино Чхеидзе — тётя Талико
- и другие

## Съёмки
Фильм действительно снимали в Париже, это стало возможным благодаря Леону Оникову, консультанту Отдела пропаганды ЦК КПСС, другу актёра Давида Абашидзе, но в фильме только одна актриса-француженка — Лоранс Рагон, она была знакома с советскими кинематографистами — годом ранее снялась в Грузии в советско-французском фильме «Труженики моря».

Помимо Парижа, съемки фильма также проходили в Тбилиси, Батуми и Москве.